# Daphnis torenia
Daphnis torenia är en fjärilsart som beskrevs av Druce 1882. Daphnis torenia ingår i släktet Daphnis och familjen svärmare. Inga underarter finns listade i Catalogue of Life.